# Подтулейное устройство

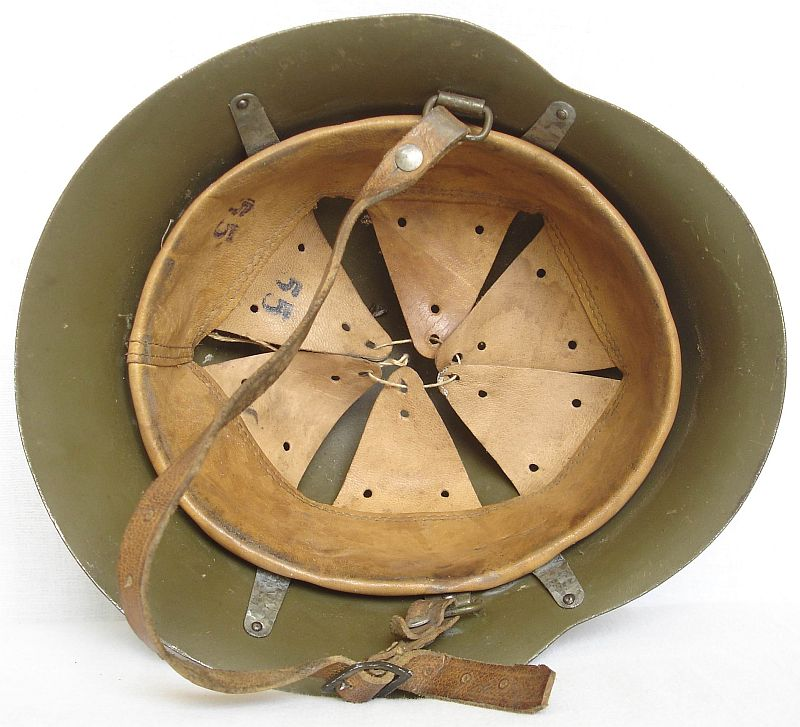
Подтулейное устройство. Стальная каска образца 1936 года (Болгария)

Подтулейное устройство (подтулейник, зачастую неверно именуемый «подшлемником») — совокупность соединённых между собой тканевых или кожаных ремней, предназначенных для надежного крепления шлема или каски к голове человека, его носящего. Такое устройство обеспечивает оптимальное расстояние между корпусом шлема и головой пользователя, что оказывает существенное влияние на поглощение толчков, ударов, попаданий осколков и т. д.
Современные шлемы стали легче, поскольку сталь была заменена композитными материалами, такими как кевлар. Теперь у них есть набивка и встроенные подбородочные ремни, позволяющие шлему оставаться прикрепленным во время взрыва. Внутри они включают энергопоглощающий вкладыш. Современные шлемы разработаны и протестированы в соответствии с едиными стандартами защиты солдат от сотрясений мозга и других травм.

## Примеры
- М33 (Италия)

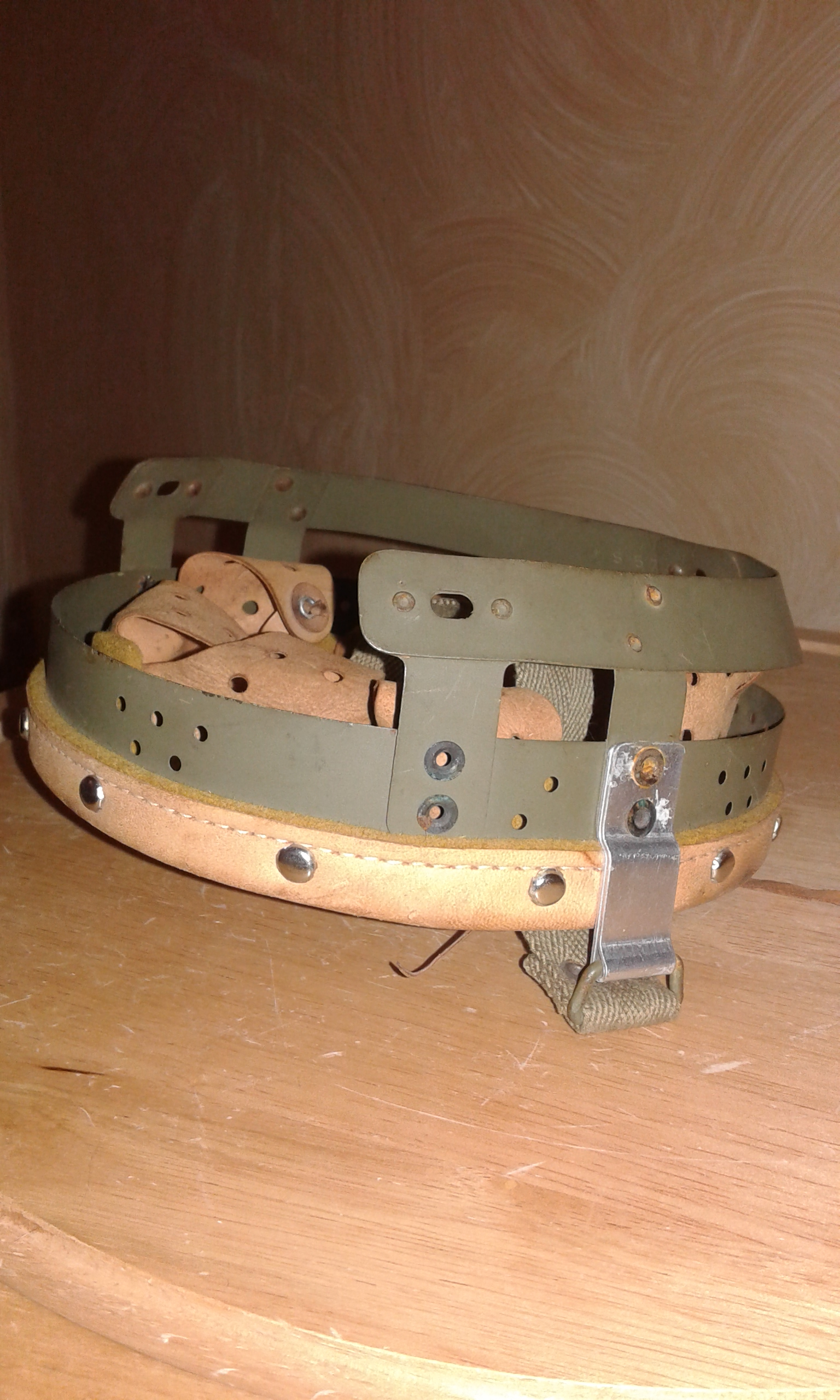
Подтулейник М33. Обратите внимание на систему крепления «колпака», а также на соединительные пружины, отверстия для крепления к корпусу и алюминиевые элементы

Подтулейное устройство шлема было хорошо продуманным и состояло из верхнего полукруга из жесткого металла и нижнего обруча из упругого металла. Они соединялись с помощью пяти металлических кронштейнов или пружин, а именно двух с каждой стороны и одной сзади посредством заклепок. Верхний крепился к корпусу тремя заклепками (которые также были вентиляционными отверстиями). Нижний обруч располагался на соответствующем расстоянии от окружности шлема, и эта мера была важна, чтобы избежать травмы головы. «Колпак» шлема закреплялся на нижнем круге с помощью двенадцати заклепок, которые вставлялись через двенадцать специально сделанных в этом нижнем обруче отверстий. В этом обруче также были сделаны специальные отверстия, которые затем совпадали с вентиляционными отверстиями, что улучшало вентиляцию. По бокам нижнего обруча, в соответствии со вторым кронштейном или боковой пружиной, затем были приклепаны алюминиевые пластины, в которые были включены металлические кольца, удерживающие обруч. Подтулейники военных лет были окрашены в серо-зеленый цвет, а послевоенные — в оливковую окраску. Даже подтулейники военного времени подверглись восстановлению в послевоенное время. Такая внутренняя структура представляла собой настоящую инновацию для боевых шлемов того времени.
- М56 (ГДР) - несмотря на сохранение внешнего вида М1944, полной копией предшественника М56 не был — так, с нуля было разработано подтулейное устройство шлема. Ремешки имели Y-образную форму и охватывали уши солдат с двух сторон, что повышало стабилизацию шлема на голове. Также в подтулейном устройстве имелись поролоновые и пластиковые амортизаторы, которые гасили удар по куполу, и специальное устройство, которое могло расцепить устройство с куполом шлема, если это было необходимо. Например, если солдат цеплялся шлемом за определённые препятствия ввиду его немаленьких габаритов.

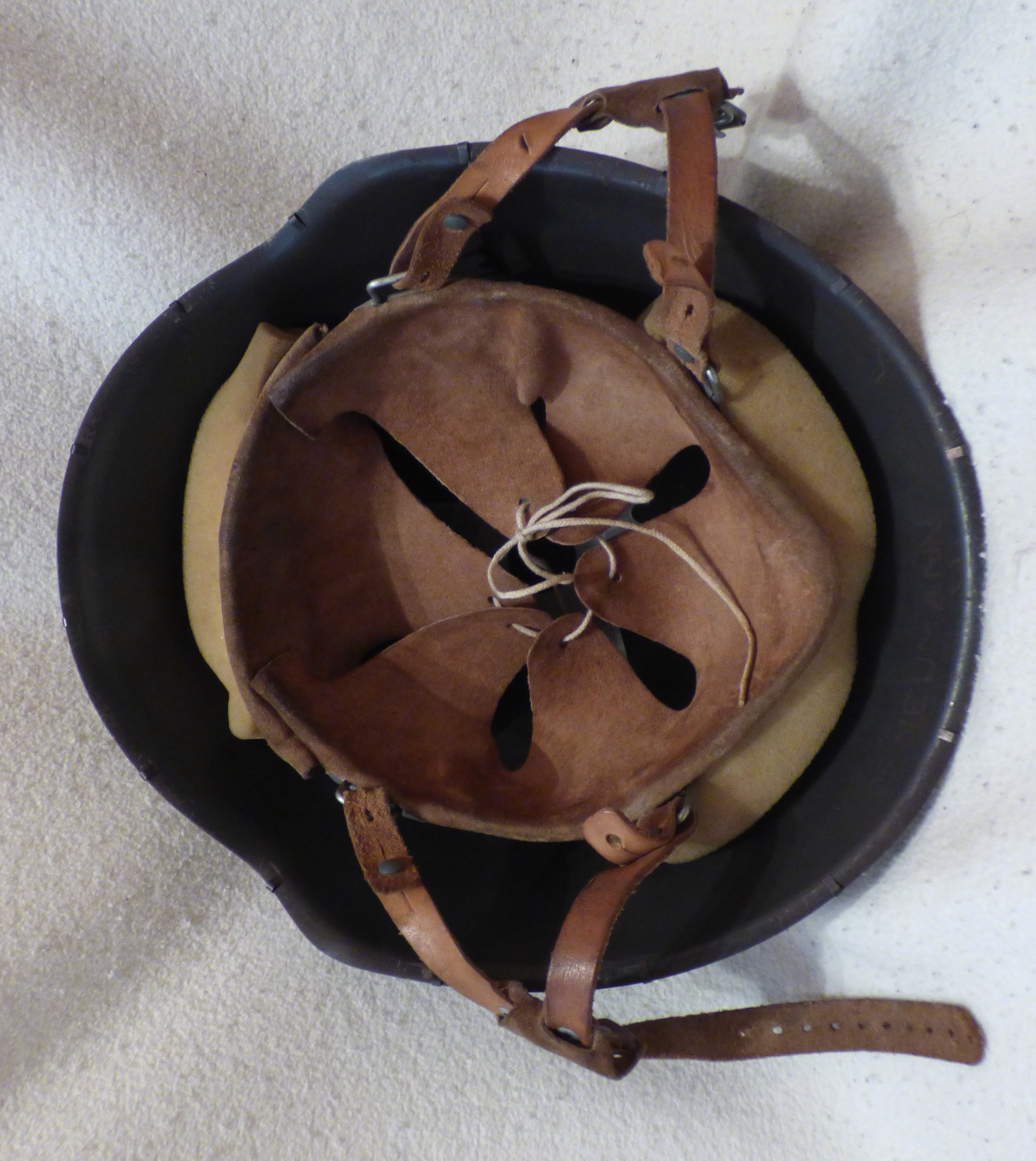
Подтулейное устройство М56

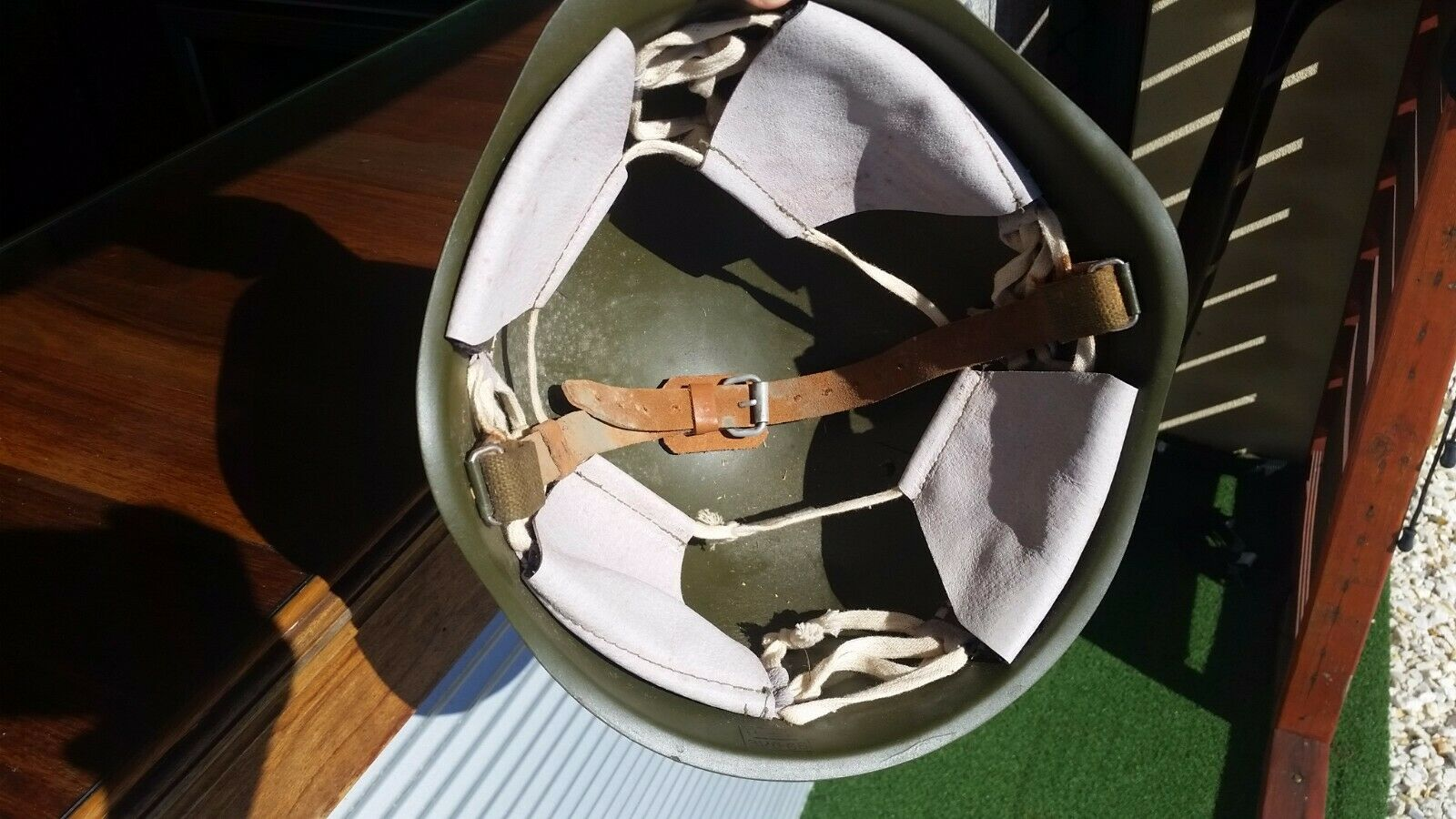
Экспортное подтулейное устройство СШ-60. Обратите внимание, что это более светлый цвет по сравнению со стандартными шлемами